# Wander (film)
A Wander 2020-ban bemutatott kanadai–amerikai filmthriller, melyet Tim Doiron forgatókönyvéből April Mullen rendezett. A főbb szerepekben Tommy Lee Jones, Aaron Eckhart, Katheryn Winnick és Heather Graham látható. 
Az Amerikai Egyesült Államokban 2020. december 4-én mutatták be, gyenge kritikai fogadtatás mellett.

## Cselekmény
Arthur Bretnik mentálisan labilis összeesküvéselmélet-hívő és magánnyomozó. Lánya korábban autóbalesetben hunyt el. A tragédia előtt nyomozóként egy olyan áldozat ügyén dolgozott, akiknek a mellkasa valamitől szétrobbant, holttestét pedig később elrabolták a halottasházból. Bretnik és barátja, Jimmy Cleats összeesküvés-elméletről szóló rádióműsort vezet. Egyik hallgatójuk, Elena Guzman magánnyomozóként felfogadja Bretniket: az asszony lánya, Zoe életét vesztette egy Wander nevű új-mexikói városkában és az anya úgy véli, Zoét valójában meggyilkolták.
A helyszínre érve Bretnik találkozik a helyi seriffel, Luis Santiagóval és nyomozásba kezd. Egyre inkább azt hiszi, valaki követi őt és Zoe halála egy nagyobb összeesküvés része volt – mely évekkel korábban saját lánya tragédiáját is előidézte. Amikor gyanakodni kezd rá, hogy két férfi egy terepjáróval a nyomában van, a jármű csomagtartójában meglátja egy nő élettelen testét. Az idegeneket követve eljut egy elhagyatott garázshoz, melynek alagsorában laboratóriumot talál, fogvatartott és microchippel beültetett emberekkel.
Cleats a városba érkezik, barátja nyomozásának segítésére. Felfedezik, hogy Elena és Zoe hamis személyazonossággal rendelkezik, a nevek valójában két eltűnt személyt, Sofia és Martina Lopezt takarnak. Sophia az otthonában rátámad Bretnikre és közli, ne bízzon meg Cleatsben, mielőtt implantátuma váratlanul végezne vele. Cleats megmagyarázza a nő vádjait, majd a sivatagban elássák a holttestet. Bretnik és Cleats a garázs felderítésére készül, de előtte Bretnik felad egy borítékot a postán. Az alagsorba bejutva kompromittáló felvételeket készítenek a laborról. Eközben Bretnik ügyvédje, Shelly Luscomb felfedezi a férfi üres lakókocsiját és rájön, ügyfele Wanderbe utazott.
A film ezután nem lineáris narratívát követ: Bretnik egy lövöldözés helyszínén látható, körülötte holttestekkel, majd a Shellyvel érkező Nick Cassidy FBI-ügynök letartóztatja. Kihallgatása közben a férfi kifejti, mi is történt korábban. A laborban Bretnik rájött, hogy a chipekkel bevándorlókat, kisebbségieket és egyéb, alacsony társadalmi osztályba tartozó embereket akartak irányítani. Az egyik terepjárós férfi rájuk támadt és meglőtte Cleats-t. Bretnik életét egy Elsa nevű, állítólag a CIA-nak dolgozó nő mentette meg. Az épület előtt alálkoztak a szintén az összeesküvést feltárni akaró Santiago seriffel. Elsa és Santiago a chipeket feltaláló Victor Canton megölését tervezte, aki ritkán látogatott el Wanderbe. Canton a helyszínre érkezett, Elsa végzett a többiekkel, köztük a seriffel is, de Canton megölését Bretnikre bízta, így szolgáltatva neki igazságot a családját ért merénylet miatt. Bretnik agyonlőtte a férfit, majd Elsa utasítására törölt a garázsban lévő számítógépről minden adatot. Ezután tartóztatta le Cassidy ügynök.
A jelenbe visszatérve, Shelly közli Bretnikkel, gyógyszerei szorongást és tévképzeteket váltottak ki belőle: a garázst ugyanis üresen találták, ahogyan a halottasházat is, mely már évek óta kihasználatlanul állt. Bretnik autójának csomagtartójában Cleats lefejezett holttestére is rátaláltak. Mindezek hallatán a valóság és az illúzió megkülönböztetésére többé képtelen, valamint barátja esetleges megöléséért is bűntudatot érző Bretnik megtörik. Egy elmegyógyintézet cellájába kerül, ahol nemsokára találkozik Elsával és az életben lévő Cleatsszel. Elmagyarázzák neki, miként használták fel őt mindvégig a tervükhöz: tudták, hogy a mentálisan beteg férfi folytatni fogja a nyomozást, melynek során titokban ellátták a megfelelő nyomokkal és a végén bűnbaknak állították be.
Bretnik elbarikádozza szobáját és egy lopott tollal kezdi el operálni a mellkasát. A földön fekve és lassan elvérezve, de hisztérikusan nevezve tartja kezében a megtalált chipet. Eközben Shelly megkapja postán a Bretnik által feladott borítékot. Ebben megtalálható a férfi összes bizonyítéka és fotója, mellyel leleplezhető az összeesküvés.

## Szereplők
| Szerep               | Színész            | Magyar hang    |
| -------------------- | ------------------ | -------------- |
| Arthur Bretnik       | Aaron Eckhart      | Epres Attila   |
| Elsa Viceroy         | Katheryn Winnick   | Haumann Petra  |
| Shelly Luscomb       | Heather Graham     | Solecki Janka  |
| Jimmy Cleats         | Tommy Lee Jones    | Reviczky Gábor |
| Luis Santiago seriff | Raymond Cruz       | Háda János     |
| Nick Cassidy         | Brendan Fehr       | Moser Károly   |
| Leiland Ashgrave     | Roger Dorman       |                |
| Tanya                | Nicole Steinwedell |                |
| pincérnő             | Jennifer Paredes   |                |

## Kritikai visszhang
A Rotten Tomatoes 24 kritika alapján 33%-ra értékelte, a szöveges értékelés szerint „a Wander profitál a főszereplő Aaron Eckhart erős színészi játékából, de az ő erőfeszítései sem elegendőek ahhoz, hogy segítsék a sztori az egyre őrültebb csavarjait és fordulatait”. Glenn Kenny, a RogerEbert.com kritikusa kedvezőtlenül hasonlította össze a Mementó című 2000-es filmmel, hiányolva a Wander-ből a (szerinte a 2000-es műre jellemző) részletesen kidolgozott történetet.

## Fordítás
- Ez a szócikk részben vagy egészben  a   Wander (film) című angol Wikipédia-szócikk ezen változatának fordításán alapul.  Az eredeti cikk szerkesztőit annak laptörténete sorolja fel. Ez a jelzés csupán a megfogalmazás eredetét és a szerzői jogokat jelzi, nem szolgál a cikkben szereplő információk forrásmegjelöléseként.